# 마에자와 고키
마에자와 고키(일본어: 前澤 甲気, 1993년 3월 21일~)는 일본의 축구 선수이다.

## 구단 경력
그는 2015년 일본 풋볼 리그의 소니 센다이 FC에 입단했다. 2017년 J3리그의 아술 클라로 누마즈로 이적했다. 2020년까지 90경기에 출전하여, 7득점을 넣었다. 2021년 반라우레 하치노헤로 이적했다. 2024년까지 112경기에 출전하여, 13득점을 넣었다. 2025년 일본 풋볼 리그의 크리아카오 신주쿠로 이적했다.